# Skrwilno (gemeente)
De gemeente Skrwilno is een landgemeente in het Poolse woiwodschap Koejavië-Pommeren, in powiat Rypiński.
De zetel van de gemeente is in Skrwilno.
Op 30 juni 2004 telde de gemeente 6126 inwoners.

## Oppervlakte gegevens
In 2002 bedroeg de totale oppervlakte van gemeente Skrwilno 124,35 km², waarvan:
- agrarisch gebied: 66%
- bossen: 25%

De gemeente beslaat 21,18% van de totale oppervlakte van de powiat.

## Demografie
Stand op 30 juni 2004:
| Omschrijving                   | Totaal | Totaal | Vrouwen | Vrouwen | Mannen | Mannen |
| ------------------------------ | ------ | ------ | ------- | ------- | ------ | ------ |
| eenheid                        | aantal | %      | aantal  | %       | aantal | %      |
| inwoners                       | 6126   | 100    | 3078    | 50,2    | 3048   | 49,8   |
| bevolkingsdichtheid (inw./km²) | 49,3   | 49,3   | 24,8    | 24,8    | 24,5   | 24,5   |

In 2002 bedroeg het gemiddelde inkomen per inwoner 1390,64 zł.

## Administratieve plaatsen (sołectwo)
Budziska, Czarnia Duża, Czarnia Mała, Kotowy, Mościska, Okalewo, Otocznia, Przywitowo, Rak, Ruda, Skrwilno, Skudzawy, Szczawno, Szucie, Szustek, Urszulewo, Wólka, Zambrzyca, Zofiewo.
Zonder de status sołectwo : Baba, Borki, Nowe Skudzawy.

## Aangrenzende gemeenten
Lubowidz, Lutocin, Rogowo, Rościszewo, Rypin, Szczutowo, Świedziebnia